# Puya olivacea
Puya olivacea är en gräsväxtart som beskrevs av Marx Carl Ludwig Ludewig Wittmack. Puya olivacea ingår i släktet Puya och familjen Bromeliaceae. Inga underarter finns listade i Catalogue of Life.